# Dick Stenberg
Dick Stenberg, född 21 januari 1921 i Falu Kristine församling, Kopparbergs län, död 27 september 2004 i Bromma församling, Stockholms län, var en svensk militär (generallöjtnant) och chef för flygvapnet 1973–1982.

## Biografi
Stenberg avlade studentexamen vid Högre Allmänna Läroverket för gossar på Södermalm i Stockholm den 10 maj 1939. Han blev officersaspirant i flygvapnet den 16 juni 1939 och avlade officersexamen samt blev fänrik där den 24 mars 1942. Stenberg var flyglärare vid Flygkrigsskolan (F 5) 1942–1948 och blev löjtnant den 14 april 1944. Stenberg genomgick flyginstruktörskurser vid Krigsflygskolan 1944–1948, antogs till Flygkrigshögskolan i Stockholm 1948 och blev kapten den 1 april 1949. Han var därefter flygförare och divisionschef vid Svea flygflottilj (F 8) 1949–1954, blev major den 1 oktober 1954 och chef för flygavdelningen vid Södertörns flygflottilj (F 18) 1955.
Stenberg blev stabschef vid Tredje flygeskadern (E 3) den 1 maj 1957, överstelöjtnant den 1 oktober 1958 och avdelningschef vid Försvarsstabens flyg- och luftförsvarsavdelning den 1 april 1960. Han var flygchef vid 22 U.N. Fighter Squadron (F 22) i Kongo från november 1962 till april 1963. När flottiljen upplöstes i april 1963 flögs två J 29 och två S 29 hem till Sverige, där en av flygplansindividerna flögs av Stenberg. Stenberg blev tillsammans med överste Stig Abrahamsson intervjuad den 27 april 1963 vid sin hemkomst av Aktuellt. Hemkommen till Sverige utnämndes han till överste och chef för Södertörns flygflottilj (F 18) den 1 april (tillträdde 1 maj) 1963. Stenberg var andre vice ordförande i Svenska officersförbundet 1963–1965, flyginspektör och blev chef för flygsektionen vid Östra militärområdesstaben (Milostab Ö) den 1 oktober 1966. Han blev souschef i Försvarsstaben den 1 oktober 1968, utnämndes till generalmajor den 1 november 1968 och chef för Flygstaben den 1 april 1970. Stenberg utnämndes till generallöjtnant och var chef för flygvapnet mellan den 1 oktober 1973 och den 30 september 1982.
Stenberg var ordförande i Stiftelsen för flygvapenmuseum 1976-1991, ledamot av militärledningens rådgivande nämnd mellan den 1 januari 1979 och 1982 samt ledamot av Kungliga Krigsvetenskapsakademien från 1971 (styresman 1977–1979). Stenberg var son till verkmästare Karl Edvard Stenberg och Karin Olofsson. Han gifte sig den 12 juni 1943 i Sundbyberg med Maj Gunborg Larsson (1921-2007), dotter till spårvagnsföraren Sven Erik Larsson och Ida Sofia Lindström. De var föräldrar till Jan (född 1944) och Eva (född 1947). Stenberg avled den 27 september 2004 och gravsattes den 2 november 2004 på Bromma kyrkogård.

## Utmärkelser
- Riddare av Svärdsorden, 1959.[4]
- Kommendör av Svärdsorden, 11 november 1966.[5]
- Kommendör av första klassen av Svärdsorden, 6 juni 1969.[6]
- Kommendör med stora korset av Svärdsorden, 3 december 1974.[7]
- Riddare av Isländska falkorden, 1 april 1954.[8]
- United Nations Medal.:[2]